# Kolonne Links
 (août 2021).
Si vous disposez d'ouvrages ou d'articles de référence ou si vous connaissez des sites web de qualité traitant du thème abordé ici, merci de compléter l'article en donnant les références utiles à sa vérifiabilité et en les liant à la section « Notes et références ».
Kolonne Links est une troupe de théâtre d'agitprop active en Allemagne pendant les années 1920 et 1930.
La troupe a travaillé pour soutenir les travailleurs du Secours ouvrier international. Pendant la période nazie, plusieurs membres du groupe sont partis en exil en Union soviétique, où certains des leurs ont été arrêtés par la police secrète soviétique au cours la Grande Purge, dans le cadre de la conspiration des Jeunesses hitlériennes.